# Frørup
Frørup är en tätort i Nyborgs kommun i Region Syddanmark i Danmark. Tätorten har 380 invånare (2024). Den ligger på Fyn, cirka 9 kilometer sydväst om Nyborg.